# Merry Pranksters
De Merry Pranksters was een rebelse groep jongeren die zich eind jaren vijftig, begin jaren zestig vormde rondom Amerikaanse schrijver Ken Kesey. Ze zette zich af tegen de gevestigde orde en deed dat op allerlei buitenissige manieren.
Zo kochten Kesey en zijn Pranksters in 1964 een oude International Harvester-schoolbus. Ze noemden hem Furthur - volgens sommigen een combinatie van 'Further' en 'Future'; volgens anderen gewoon een spelfout. Achter op de bus stond ‘Caution: Weird Load’. Dat laatste zal in de Verenigde Staten van die tijd zeker zo ervaren zijn door omstanders. De bus bevatte niet alleen een stel zich onaangepast gedragende figuren die ook nog eens vreemd uitgedost waren, maar ook muziekinstrumenten, geluidsboxen en zendapparatuur. Met deze bus reed de groep van La Honda (de woonplaats van Kesey, ten zuiden van San Francisco) naar New York.
Afwisselend werd de bus bestuurd door Kesey en Neal Cassady: de schrijver die model stond voor Dean Moriarty, de hoofdpersoon uit On the Road van Jack Kerouac. Cassady was voortdurend stoned, reed als een waanzinnige, en bracht het gezelschap op de vreemdste plaatsen.
Het was echter meer dan een simpele maar lange busreis. 'Furthur' werd het toneel van typische Prankster-kunstuitingen en werd daarmee het symbool van de vernieuwing en van het anders zijn dan de "rest": "Are you on or off the bus?" werd de slogan.
Het zal duidelijk zijn dat de autoriteiten de bus met argusogen volgden. Kesey werd gearresteerd voor het bezit en later het gebruik van verdovende middelen. Hij vluchtte uiteindelijk naar Mexico en de Pranksters kregen een behoorlijke klap te verwerken.
In november 1967 besloten de Merry Pranksters zich op te heffen. Kesey ging terug naar Springfield (Oregon). Een jaar later overleed Cassady in Mexico: waarschijnlijk geveld door drugs en onderkoeling. Over de reizen en avonturen van de Merry Pranksters verscheen in 1968 het boek The Electric Kool-Aid Acid Test van schrijver/journalist Tom Wolfe.
In 2011 verscheen de film Magic Trip, gemaakt van originele opnames die zijn teruggevonden. Een groot aantal pranksters werkten mee aan deze productie.